# Єрумбал
Єрумба́л (рос. Ерумбал, марій. Ерӱмбал) — присілок у складі Моркинського району Марій Ел, Росія. Входить до складу Моркинського міського поселення.

## Населення
Населення — 132 особи (2010; 138 у 2002).
Національний склад (станом на 2002 рік):
- лучні марійці — 93 %